# Nécropole nationale Vaux-Racine
De Nécropole nationale Vaux-Racine is een begraafplaats met 3.419 Franse soldaten uit de Eerste Wereldoorlog in de gemeente Saint-Mihiel in het departement Meuse in de regio Grand Est.